# S (família de foguetes)

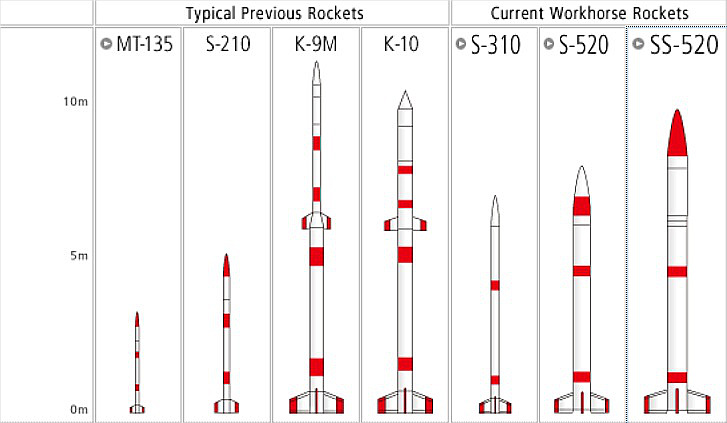
S família

A família S, de foguetes de sondagem de origem japonesa, foi desenvolvida no início da década de 60, sucedendo ao modelo
Baby, com a finalidade de pesquisas de baixo custo na ionosfera. Apesar de maior que aquele, ainda podia ser considerado um foguete de pequeno porte. O seu 
desenvolvimento se deu, na mesma época em que mudanças profundas ocorriam na estrutura organizacional do programa espacial japonês. Especificamente, a fusão 
do Institute of Industrial Science da Universidade de Tóquio com o Institute of Aeronautics, criando o  Institute of Space and Aeronautical Science, 
antecessor do ISAS atual, que ocorreu em 1964.

## Características
Essa família de foguetes teve apenas 3 modelos: o S-A (1963), o S-B (1964), e um pouco mais tarde o S-C (1969), com as seguintes características:
S-A
- Altura: 2,8 m
- Diâmetro: 16 cm
- Massa total: 100 kg
- Carga útil:
- Apogeu: 50 km
- Estreia: 10 de agosto de 1963
- Último:
- Lançamentos: 3[3]

S-B
- Altura: 2,8 m
- Diâmetro: 16 cm
- Massa total: 100 kg
- Carga útil:
- Apogeu: 75 km
- Estreia: 17 de julho de 1964
- Último: 11 de setembro de 1971
- Lançamentos: 12[4]

S-C
- Altura: 2,9 m
- Diâmetro: 17 cm
- Massa total: 100 kg
- Carga útil:
- Apogeu: 85 km
- Estreia: 07 de fevereiro de 1969
- Último: 08 de fevereiro de 1969
- Lançamentos: 3[5]